# 慈善・自由・多様党
慈善・自由・多様党（Partij voor Naastenliefde, Vrijheid & Diversiteit、略称: PNVD）は、オランダの政党。党首はマルティン・ウイテンボハルド。
2006年5月に結成されたこの党は、12歳以上の性行為と児童ポルノを合法化することなどを柱とする。そのほかに、12歳以上のポルノ映画への出演を認める。また、獣姦も認めるといったセンセーショナルなマニフェストは、日本でも一部メディアで報道された。
こうした主張が認められたあかつきには、オランダはペドフィリアの天国になると予想されるが、5月に行われた世論調査によれば、住民の82%が、この政党の選挙出馬を止めるよう求めている。
結党直後に反対派によりこの党を禁止するよう提訴されたが、裁判所は7月17日、この政党の総選挙への出馬を認めた。しかし2006年10月に、党は2006年度の選挙に参加できる旨の署名を貰うことが出来なかったために、結局この年は選挙に出ていない。
2010年3月をもって、党は解党された。

## 註
1. ↑  東京スポーツ 2006年7月20日付け『オランダでロリコン党結成』
2. ↑  “Partij voor Naastenliefde, Vrijheid & Diversiteit”.   Partij voor Naastenliefde, Vrijheid & Diversiteit. 2014年7月24日閲覧。